# Alexander Doom
Alexander Doom (Roeselare, 25 de abril de 1997) es un deportista belga que compite en atletismo, especialista en las carreras de relevos.
Ganó una medalla de bronce en el Campeonato Mundial de Atletismo de 2022, tres medallas de oro en el Campeonato Mundial de Atletismo en Pista Cubierta, en los años 2022 y 2024, y dos medallas en los Relevos Mundiales, en los años 2024 y 2025.
Además, obtuvo tres medallas en el Campeonato Europeo de Atletismo, en los años 2022 y 2024, y una medalla de oro en el Campeonato Europeo de Atletismo en Pista Cubierta de 2023.
Participó en dos Juegos Olímpicos de Verano, ocupando el cuarto lugar en Tokio 2020 (4 × 400 m) y en París 2024 (4 × 400 m mixto).

## Palmarés internacional
| Campeonato Mundial                   | Campeonato Mundial      | Campeonato Mundial | Campeonato Mundial |
| Año                                  | Lugar                   | Medalla            | Prueba             |
| ------------------------------------ | ----------------------- | ------------------ | ------------------ |
| 2022                                 | Eugene (Estados Unidos) | Medalla de bronce  | 4 × 400 m          |
| Campeonato Mundial en Pista Cubierta |                         |                    |                    |
| Año                                  | Lugar                   | Medalla            | Prueba             |
| 2022                                 | Belgrado (Serbia)       | Medalla de oro     | 4 × 400 m          |
| 2024                                 | Glasgow (Reino Unido)   | Medalla de oro     | 400 m              |
| 2024                                 | Glasgow (Reino Unido)   | Medalla de oro     | 4 × 400 m          |
| Relevos Mundiales                    |                         |                    |                    |
| Año                                  | Lugar                   | Medalla            | Prueba             |
| 2024                                 | Nasáu (Bahamas)         | Medalla de bronce  | 4 × 400 m          |
| 2025                                 | Cantón (China)          | Medalla de plata   | 4 × 400 m          |
| Campeonato Europeo                   |                         |                    |                    |
| Año                                  | Lugar                   | Medalla            | Prueba             |
| 2022                                 | Múnich (Alemania)       | Medalla de plata   | 4 × 400 m          |
| 2024                                 | Roma (Italia)           | Medalla de oro     | 400 m              |
| 2024                                 | Roma (Italia)           | Medalla de oro     | 4 × 400 m          |
| Campeonato Europeo en Pista Cubierta |                         |                    |                    |
| Año                                  | Lugar                   | Medalla            | Prueba             |
| 2023                                 | Estambul (Turquía)      | Medalla de oro     | 4 × 400 m          |